# Halvvokal
Halvvokaler är icke-stavelsebildande vokaler. De artikuleras som vokaler och är akustiskt sett vokaler, men i likhet med konsonanter används de inte som stavelsekärna. Halvvokaler förekommer som del i vissa diftonger. De transkriberas som de motsvarande vokalerna tillsammans med ett diakritiskt tecken som signalerar att ljudet är icke-syllabiskt, [  ̯].
De språkljud man vanligen åsyftar med halvvokal är de approximanter som liknar vokaler. Dessa produceras med en förträngning i ansatsröret som precis inte är så trång att det bildas ett turbulent brusljud (en frikativa), och motsvarar olika slutna vokaler. Exempel på sådana approximanter är [j] som motsvarar vokalen [i] och [w] som motsvarar [u].
Begreppet halvvokaler omfattar dock alla vokaler som används icke-syllabiskt och kan i vissa definitioner utesluta approximanter eftersom sådana inte nödvändigtvis ingår i en diftong. Om en vokalliknande approximant ingår i en diftong bör denna transkriberas med den motsvarande vokalen tillsammans med det diakritiska tecknet för att signalera bl.a. den fonologiska funktionen.